# Steenvissen
Steenvissen (Synanceiidae) zijn een familie van straalvinnige vissen uit de orde van Schorpioenvisachtigen (Scorpaeniformes).

## Geslachten
- Choridactylus J. Richardson, 1848
- Erosa Swainson, 1839
- Inimicus D. S. Jordan & Starks, 1904
- Leptosynanceia Bleeker, 1874
- Minous G. Cuvier, 1829
- Pseudosynanceia F. Day, 1875
- Synanceia Bloch and J. G. Schneider, 1801
- Trachicephalus Swainson, 1839